# Климент Трајковски
Климент Трајковски (световно Никола Трајковски; Битољ, Османско царство, 3. август 1912 — Битољ, СФРЈ, 18. јун 1979) је био охридско-битољски епископ од 1959. до 1967. године, а потом јерарх расколничке Македонске православне цркве.

## Биографија
Никола Трајковски је рођен 3. августа 1912. године у Битољу, где је завршио и основно образовање. Затим је студирао право на Београдском и Софијском универзитету. Потом је био наставник у Битољској гимназији, затим је радио у битољском Историјском архиву, а након тога и у битољском суду.
Након Другог светског рата укључио се у покрет за стварање "Македонске православне цркве", поставши један он истакнутих аутокефалиста. Иако је био световњак, предлаган је за епископа од стране "Иницијативног одбора" у Скопљу. Тек када је постало извесно да ће ови напори уродити плодом, замонашио се 1958. године у манастиру Побожје код Скопља. Потом је на брзину рукоположен за јерођакона и јеромонаха, а затим произведен за архимандрита у храму Светог Димитрија у Битољу. Његов избор за архијереја био је плод притисака које је на Српску православну цркву вршио тадашњи комунистички режим у Југославији. У пролеће 1959. године, Свети архијерејски сабор СПЦ је озваничио његов избор за епископа преспанско-битољског.. Хиротонисан је 19. јуна 1959. године у скопском храму Свети Мина од стране српског патријарха Германа Ђорића и скопског митрополита Доситеја Стојковића, уз саслужење још тројице српских епископа.
Непосредно по ступању на дужност преспанско-битољског епископа, заједно са митрополитом Доситејем Стојковићем је 26. јула 1959. године у Штипу извршио хиротонију архимандрита Наума Димовског за новог епископа злетовско-струмичког, након чега је створен и трочлани архијерејски синод аутономне Православне цркве у НР Македонији. Учествовао је 1967. године у неканонском проглашењу аутокефалности Македонске православне цркве и од тада се налазио у расколу са Православном црквом. Заједно са осталим виновницима раскола, стављен је под црквени суд.
Када је 1974. године извршена арондација епархија МПЦ, његовој Преспанско-битољској епархији је дат назив "Охридско-битољска епархија" који је претходно носила канонска епархија СПЦ. Након подуже болести, умро је 18. јуна 1979. године у Битољу.